# Marcus Fabius Ambustus (tribun consulaire en -381)
Pour les articles homonymes, voir Fabius Ambustus.
Ne doit pas être confondu avec Marcus Fabius Ambustus (consul en -360).
 Marcus Fabius Ambustus est un homme politique romain du IVe siècle av. J.-C. Il a été tribun militaire à pouvoir consulaire en 381 et 369 av. J.-C. C'est sans doute lui le personnage de ce nom qui a été censeur en 363 av. J.-C.

## Biographie
Marcus Fabius Ambustus est le fils de Kaeso Fabius Ambustus, quatre fois tribun consulaire autour de l'an 400.
Il est élu tribun militaire à pouvoir consulaire en 381, puis à nouveau en 369. Selon Tite-Live, lors du second mandat, pendant la crise qui précéda le vote des lois licinio-sextiennes, il soutint les tribuns de la plèbe Caius Licinius Stolon, qui était son gendre, et Lucius Sextius Lateranus en faveur du vote de ces lois.
En 363 av. J.-C., il est censeur avec Lucius Furius Medullinus Fusus, d'après les Fastes capitolins.